# アントニオ・コスタ
アントニオ・ルイス・サントス・ダ・コスタ（ポルトガル語: António Luís Santos da Costa、1961年7月17日 - ）は、ポルトガルの政治家、法律家。第4代欧州理事会議長。ポルトガル共和国首相（第119代）、国会担当大臣、司法大臣、内務大臣、リスボン市長などを歴任した。2014年9月に社会党の書記長に選出された。

## 経歴

### 生い立ち
1961年7月17日にリスボンにて、作家のオルランド・ダ・コスタの息子として誕生する。父はインドのゴア人・ポルトガル人・フランス人の混血であった。母のマリア・アントニア・パラはフェミニストとして有名なジャーナリストであった。
1980年代にリスボンで法を学んだ後、社会党所属のリスボン市議会議員となって政界入りした。フルタイムで政治に携わるようになるまで、1988年から短い間は弁護士業を営んでいた。

### 政治家として
社会党のアントニオ・グテーレス政権で1997年に国会担当相として初入閣し、1999年まで務めた。同年から2002年には司法相を務めた。
欧州社会党所属の欧州議会議員でもあり、2004年の欧州議会選挙で第1位候補だったアントニオ・デ・ソウザ・フランコが急死した際には、フランコに代わって自陣営を率いた。同年7月20日には14人の欧州副議長の1人に選ばれた。欧州議会では市民的自由・司法及び内務委員会に所属した。
2005年3月11日に同年の総選挙の結果成立したジョゼ・ソクラテス政権の国務及び国内行政相に就任するため、欧州議会議員を辞任した。

### リスボン市長時代
2007年5月にコスタは社会党からリスボン市長選挙に立候補するため、全ての政府職を辞した。コスタは同年7月15日に市長に選出され、2009年と2013年にもそれぞれ大差で再選された。2015年4月に既に社会党書記長で同党の首相候補となっていたコスタは、2015年10月の総選挙の選挙運動を準備するため、市長を辞任した。

### 首相候補時代
2014年9月に社会党は翌年の総選挙を控えて、首相候補にコスタを選んだ。党の候補を選出する投票でコスタは70パーセント近くを得票し、敗北したアントニオ・ジョゼ・セグーロ党首は辞任を表明した。2015年4月にコスタは選挙戦に専念するために市長を退任した。
選挙戦でコスタは財政緊縮政策の緩和・各家庭の可処分所得の増加を誓った。緊縮措置を廃止して減税を実施する一方、財政赤字を削減するために所得・雇用・成長を後押しすると公約し、これによって赤字幅を欧州連合の収斂基準まで低下させることができるだろうと主張した。また非常に評判の悪かった付加価値税の引き上げを撤回し、公務員のいくつかの手当を復活した。

### 首相時代
2015年10月4日の総選挙では、2011年から与党の座にある中道右派連合が38.6パーセントを得票して第1党となり、社会党は32.3パーセントで第2党につけた。これを受けてペドロ・パッソス・コエーリョが首相に再任されたが、アントニオ・コスタは他の左派政党（左翼ブロック、ポルトガル共産党、環境保全政党「緑」など）と同盟を形成し、国会で多数派を確保して11月10日に政権を打倒した。保守政権が倒れた後、コスタは11月24日にアニーバル・カヴァコ・シルヴァ大統領から新首相に選任され、11月26日に首相に就任した。2019年10月6日投開票の総選挙では社会党が改選前より議席数を増やし勝利した。
しかし2021年10月27日、議会は新年度予算案を否決。マルセロ・レベロ・デ・ソウザ大統領が発出した議会解散令を議会も11月3日に承認し、解散総選挙が行われることとなった。
2022年1月30日に実施された総選挙で社会党は前回よりも更に議席を伸ばし、単独過半数を超える議席を獲得し勝利した。これによりコスタの首相として3期目の続投が固まった。
2023年11月7日、首相補佐官らが汚職疑惑で逮捕されたことを受けて、レベロ・デ・ソウザ大統領に辞表を提出した。社会党は後任の首相にポルトガル銀行のマリオ・センテノ総裁を大統領に提案したが、11月9日にレベロ・デ・ソウザ大統領は11月29日に想定される来年度予算の成立後に議会を解散し、2024年3月10日に議会選挙を実施すると発表したため、コスタは失望を表明した。2024年4月2日に社会民主党のルイス・モンテネグロ党首が新首相に就任し、コスタは首相を退任した。

### 欧州理事会議長
2024年6月27日に開催された欧州連合(EU)首脳会議において、欧州理事会議長に指名された。

## ギャラリー
- スペインのアンダルシーア社会労働党書記長のスサーナ・ディアス・パチェーコと（2014年11月17日）
- イギリスのテリーザ・メイ首相と（2017年12月12日）
- ウクライナのウォロディミル・ゼレンスキー大統領と（2022年5月21日）

## 人物
アントニオ・コスタの父方の祖父のルイス・アフォンソ・マリア・ダ・コスタはゴア人のカトリック教徒で、父は作家であり詩人でもあるオルランド・ダ・コスタである。父からはまた、フランス系の血も受け継いでいる。母のマリア・アントニア・パラは作家である。異母弟にジャーナリストのリカルド・コスタがいる。
1987年にコスタは教師のフェルナンダ・マリア・ゴンサルヴェス・タデウと結婚した。2人には息子と娘が1人ずついる。
SLベンフィカの熱心なサポーターで、リスボン市長時代には頻繁に観戦に訪れた。2013年と2014年のUEFAヨーロッパリーグでは、いずれも決勝までベンフィカに随行した。

## 栄典
- エンリケ航海王子勲章大十字（ポルトガル、2006年3月1日）[21]
- ノルウェー王国功労勲章（英語版）大十字（ノルウェー、2009年9月25日）[22]
- テッラ・マリアナ十字勲章勲3等（エストニア、2010年7月16日）[22]
- リトアニア功労勲章大十字（リトアニア、2010年7月16日）[22]
- 功労勲章大十字（チリ、2010年8月31日）[22]
- 大聖グレゴリウス勲章大十字（バチカン、2010年9月3日）[22]
- プロ・メリト・メリテンシ勲章大十字（マルタ騎士団、2010年11月23日）[22]
- ポーランド復興勲章星付コマンドルスキ十字（ポーランド、2012年7月18日）[22]
- リオブランコ勲章コメンダドール（ブラジル、2014年5月19日）[22]
- 瑞宝重光章（日本、2015年2月16日）[22]
- ポーランド共和国功労勲章星付コマンドルスキ十字（ポーランド、2015年2月16日）[22]